# Атлетика на Летњим олимпијским играма 2012 — 10.000 метара за жене
Дисциплина трчања на 10.000 метара за жене, је била, једна од 47 дисциплина атлетског програма на Летњим олимпијским играма 2012. у Лондону, Уједињено Краљевство. Такмичење се одржало 3. августа на Олимпијском стадиону.

## Учесници
Учествовале су 22. такмичарке, из 13 земаља. Двадесет учесница из 11 земаља је испунило А олимпијску норму, а две су биле са Б нормом 32:10,00.
| #   | Бр. | Земља                     | Такмичари                                      |
| --- | --- | ------------------------- | ---------------------------------------------- |
| 1.  | 3   | Етиопија                  | Тирунеш Дибаба Веркенеш Кидане Белајнеш Олџира |
| 2.  | 3   | Јапан                     | Кајоко Фукуши Мика Јошикава Хитоми Нија        |
| 3.  | 3   | Кенија                    | Вивијан Черијот Сали Кипјего Џојс Чепкируи     |
| 4.  | 3   | Сједињене Америчке Државе | Ејми Хестингс Lisa Uhl Janet Bawcom            |
| 5.  | 2   | Уједињено Краљевство      | Џоан Павеј Julia Bleasdale                     |
| 6.  | 1   | Аустралија                | Елоиз Велингс                                  |
| 7.  | 1   | Брунеј                    | Шитаје Ешете                                   |
| 8.  | 1   | Португалија               | Сара Мореира                                   |
| 9.  | 1   | Немачка                   | Сабрина Мокенхаупт                             |
| 10. | 1   | Иран                      | Финула Бритон                                  |
| 11. | 1   | Русија                    | Јелизавета Гречушникова                        |

| #   | Бр. | Земља    | Такмичари      |
| --- | --- | -------- | -------------- |
| 12, | 1   | Италија  | Надија Ејафини |
| 13. | 1   | Украјина | Олга Скрипак   |

## Систем такмичења
Такмичње у на 10.000 метара се састоји само од финалне трке,, у којој ће учествовати све такмичарке који су истрчали прописану квалификациону норму.

## Кратак преглед такмичења
Трку су повеле три јапанске тркачица, праћене представницом Ирске Бритон. После првих 8 кругова кенијске и етиопске тркачице су једине пратиле јапанке, док су остале једна по једна заостајале. На половини трке круг се свео на само на по три кенијске и етиопске атлетичарке, и 	Шитаје Ешете (из Етиопије, која је трчала за Бахреин). Ешете је завршола трку као шеста са новим националним рекордом Бахреина. Осам кругова пре краја одустала је Џојс Чепкируи. У том исто кругу Ољира и Ешете су изгубиле контак са водећом групом. Темпо дискира Веркенеш Кидане. Три круга пре краја, вођство преузима Сали Кипјего уз пратњу аткуелне олимпијске победнице из 2008. Тирунеш Дибабе. Светска првакиња Вивијан Черијот их је пратила, али се видело да нема снаге да трене у напад. На 600 метара, Дибаба нагло појачава и прелаки Кипјего. Последњи круг Дибеба је претрчала у спринту, победила и постала прва такмичарка која је успела да одбрани титулу у овој дисциплини.

## Рекорди пре почетка такмичења
(3. август 2012)
| Светски рекорд          | 29:31,78 | Ванг Ђунсја    | Кина     | Пекинг, Кина | 8. септембар 1993 |
| Олимпијски рекорд       | 29:54,66 | Тирунеш Дибаба | Етиопија | Пекинг, Кина | 15. августа 2008. |
| Најбољи резултат сезоне | 30:24,39 | Тирунеш Дибаба | Етиопија | Јуџин, САД   | 1. јун 2012.      |

## Нови рекорди после завршетка такмичења
| Најбољи резултат сезоне | 30:20,75 | Тирунеш Дибаба | Етиопија | Лондон, УК | 3. август 2012. |

### Најбољи резултати у 2012. години
Десет најбољих атлетичарки на 10.000 метара у 2012. године пре почетка такмичења (3. avgusta 2012), имали су следећи пласман.
| 1.  | Тирунеш Дибаба Етиопија        | 30:24,39 | 1. јун    |
| 2.  | Флоренс Киплагат Кенија        | 30:24,85 | 1. јун    |
| 3.  | Белајнеш Олџира Етиопија       | 30:26,70 | 1. јун    |
| 4.  | Веркенеш Кидане Етиопија       | 30:39,38 | 1. јун    |
| 5.  | Јелизавета Гречушникова Русија | 31:07,88 | 11. јун   |
| 6.  | Аберу Кебеде Етиопија          | 31:09,28 | 1. јун    |
| 7.  | Betsy Saina Кенија             | 31:15,97 | 29. април |
| 8   | Ејми Хестингс Сједињене Државе | 31:19,87 | 39. април |
| 9.  | Сара Мореира Португалија       | 31:23,51 | 3. јун    |
| 10. | Хитоми Нија Јапан              | 31:28,26 | 22. април |

Такмичарке чија су имена подебљана учествују на ЛОИ.

## Сатница
| Сатум                 | Време | Ниво   |
| --------------------- | ----- | ------ |
| Петак, 3. август 2012 | 21:15 | Финале |

## Освајачи медаља
|                         |                     |                        |
| Тирунеш Дибаба Етиопија | Сали Кипјего Кенија | Вивијан Черијот Кенија |

## Резултати

### Финале
У финалној трци на олимпијским играма су учествовале 22 атлетичарке, од којих је 21. завршила трку. Победница Тирунеш Дибаба је пострига најбоље време сезоне. Постигнут је један национални рекорд, а оборено је и 9 личних рекорда.
| Плас. | Атлетичарка             | Земља                     | ЛР       | РС       |  | Рез.          | Бел.          |
| ----- | ----------------------- | ------------------------- | -------- | -------- |  | ------------- | ------------- |
|       | Тирунеш Дибаба          | Етиопија                  | 29:54,66 | 30:24,39 |  | 30:20,75      | СРС           |
|       | Сали Кипјего            | Кенија                    | 30:38,35 | 32:26.82 |  | 30:26,37      | ЛР            |
|       | Вивијан Черијот         | Кенија                    | 31:26,10 | 32:24,71 |  | 30:30,44      | ЛР            |
| 4.    | Веркенеш Кидане         | Етиопија                  | 30:07,15 | 30:50,16 |  | 30:39,38      | ЛРС           |
| 5.    | Белајнеш Олџира         | Етиопија                  | 30:26,70 | 30:26,70 |  | 30:45,56      |               |
| 6.    | Шитаје Ешете            | Брунеј                    | 31:21,57 | -        |  | 30:47,25      | НР            |
| 7.    | Џоан Пејви              | Уједињено Краљевство      | 31:12,30 | 31:32,22 |  | 30:53,20      | ЛР            |
| 8.    | Џулија Блисдејл         | Уједињено Краљевство      | 31:29,57 | 31:29,57 |  | 30:55,63      | ЛР            |
| 9.    | Хитоми Нија             | Јапан                     | 31:28,26 | 31:28,26 |  | 30:59,19      | ЛР            |
| 10.   | Кајоко Фукуши           | Јапан                     | 30:51,81 | 31:43,25 |  | 31:10,35      | ЛРС           |
| 11.   | Ејми Хестингс           | Сједињене Америчке Државе | 31:19,87 | 31:19,87 |  | 31:10,69      | ЛР            |
| 12.   | Janet Cherobon-Bawcom   | Сједињене Америчке Државе | 31:33,50 | 31:33,50 |  | 31:12,68      | ЛР            |
| 13.   | Lisa Uhl                | Сједињене Америчке Државе | 31:18,07 | 31:35,90 |  | 31:12,80      | ЛР            |
| 14.   | Сара Мореира            | Португалија               | 31:23.51 | 31:23,51 |  | 31:16,44      | ЛР            |
| 15.   | Финула Бритон           | Ирска                     | 31:29,22 | 31:29,22 |  | 31:46,71      |               |
| 16.   | Мика Јошикава           | Јапан                     | 31:28,71 | 31:28,71 |  | 31:47.67      |               |
| 17.   | Сабрина Мокенхаупт      | Немачка                   | 31:14,21 | 31:36,76 |  | 31:50,35      |               |
| 18.   | Надија Ејафини          | Италија                   | 31:45,14 | 31:45,14 |  | 31:57,03      |               |
| 19.   | Јелизавета Гречушникова | Русија                    | 31:07,88 | 31:07,88 |  | 32:11,32      |               |
| 20.   | Олга Скрипак            | Украјина                  | 31:51,32 | 31:51,32 |  | 32:14.59      |               |
| 21.   | Елоиз Велингс           | Аустралија                | 31:41,31 | -        |  | 32:25,43      |               |
| —     | Џојс Чепкируи           | Кенија                    | 31:26,10 | 32:24,71 |  | Није завршила | Није завршила |

### Пролазна времена
| Дистанца | Атлетичарка     | Држава   | Време    |
| -------- | --------------- | -------- | -------- |
| 1.000 м  | Кајоко Фукуши   | Јапан    | 3:06,07  |
| 2.000 м  | Хитоми Нија     | Јапан    | 6:11,57  |
| 3.000 м  | Хитоми Нија     | Јапан    | 9:18,27  |
| 4.000 м  | Хитоми Нија     | Јапан    | 12:24,93 |
| 5.000 м  | Сали Кипјего    | Кенија   | 15:32,06 |
| 6.000 м  | Веркенеш Кидане | Етиопија | 18:32,08 |
| 7.000 м  | Веркенеш Кидане | Етиопија | 21:36,78 |
| 8.000 м  | Веркенеш Кидане | Етиопија | 24:34,07 |
| 9.000 м  | Сали Кипјего    | Кенија   | 27:35,07 |